# Place de la Providence
 (avril 2019).
Si vous disposez d'ouvrages ou d'articles de référence ou si vous connaissez des sites web de qualité traitant du thème abordé ici, merci de compléter l'article en donnant les références utiles à sa vérifiabilité et en les liant à la section « Notes et références ».

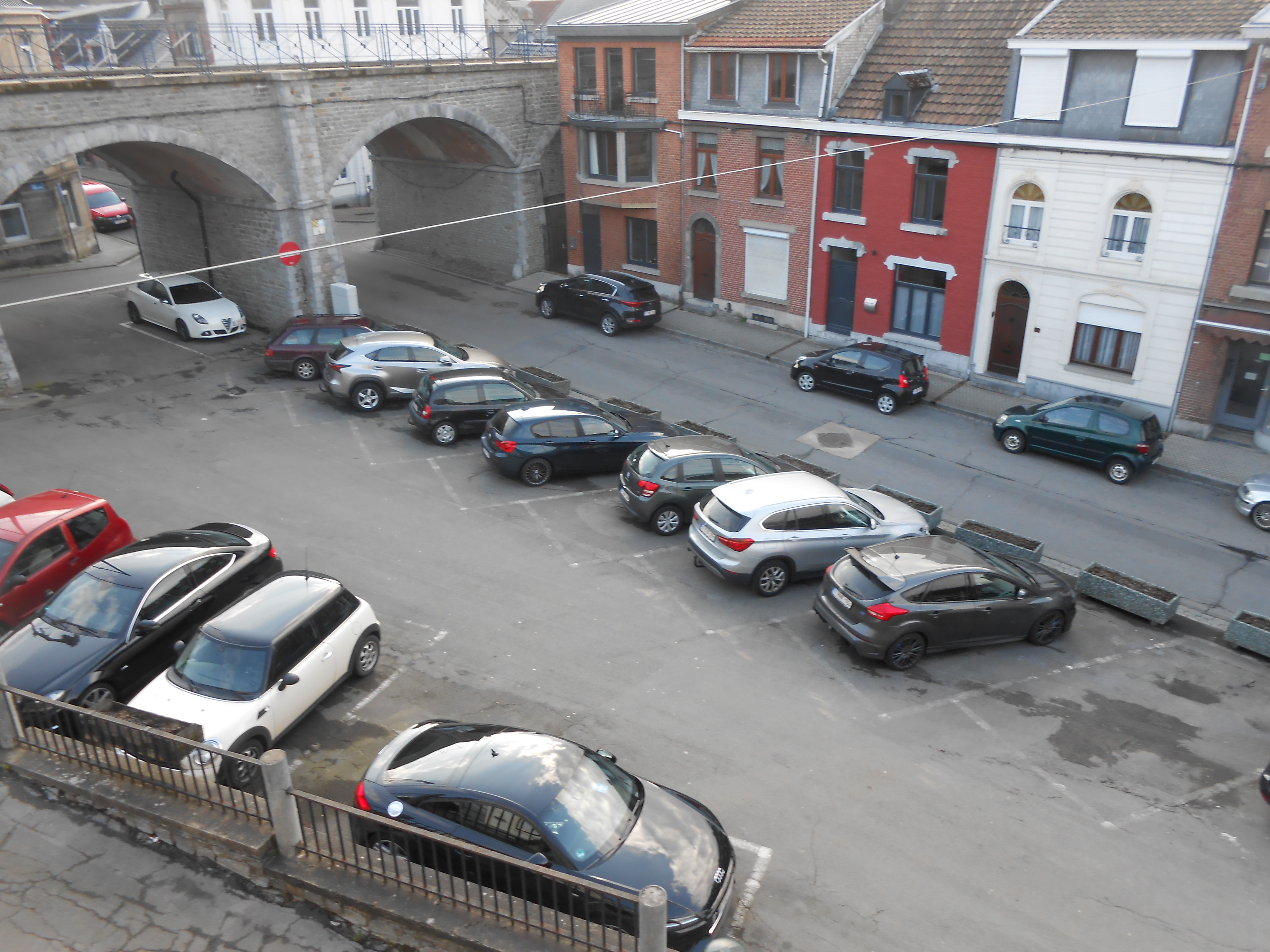
Place de la providence, Spa(ville)

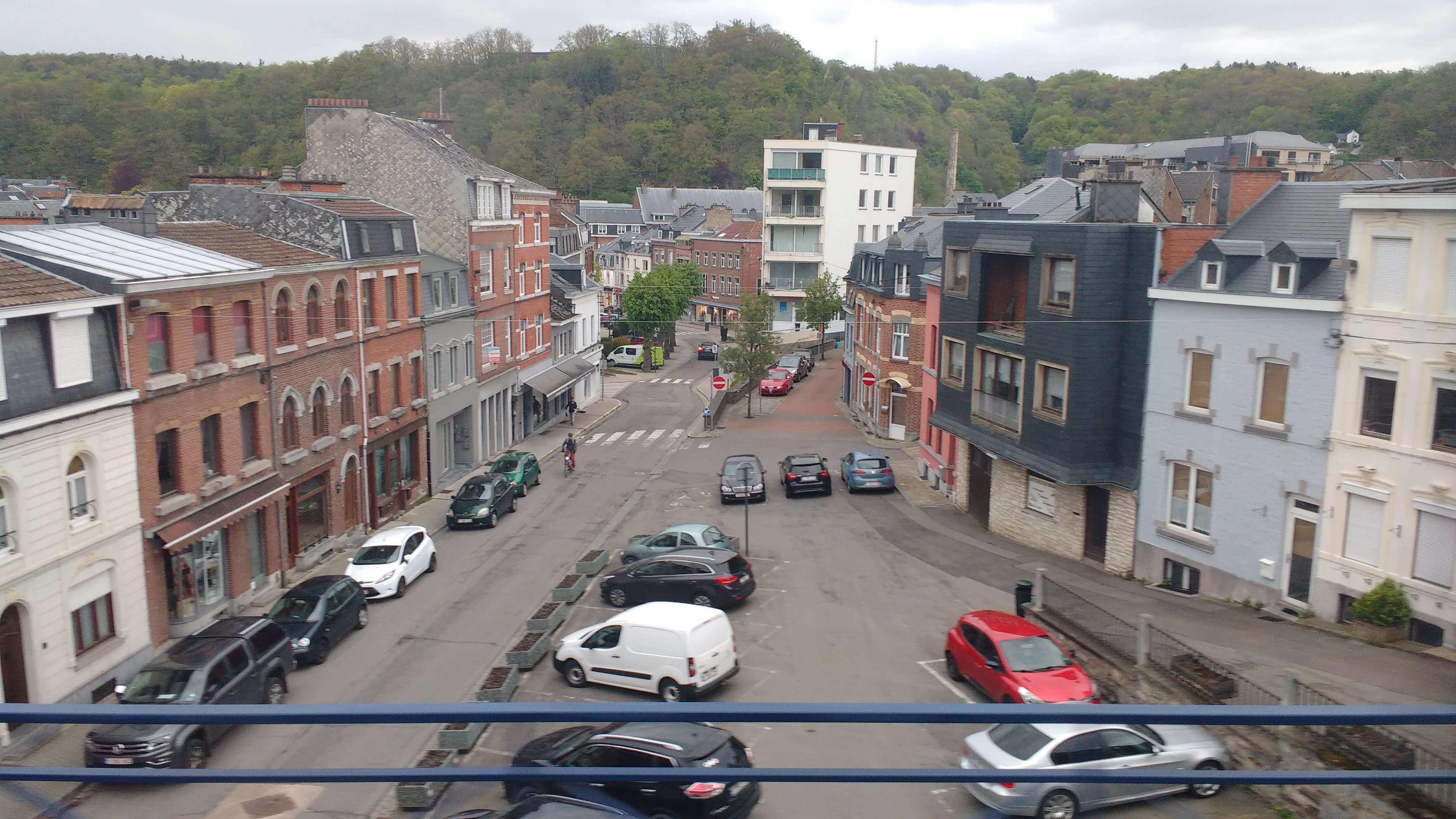
Place de la providence SPA

La place de la providence est une des places du centre de la ville de Spa en Wallonie. Elle abrite de nombreuses places de parking et est enjambée par le pont ferroviaire de Spa.
Elle se situe à 500 mètres du centre. Vers le nord elle prend le nom de "Place verte" (sur laquelle se trouvent de nombreux magasins et boutiques), plus au nord elle devient "Place du monument" juste avant de croiser l'avenue reine Astrid.
Vers le sud, après  le pont elle se sépare en 3 routes, notamment la rue Barisart.